# Когнитивна реторика
Когнитивната реторика се отнася до онзи подход в реториката, композицията и педагогиката, както и методите на лингвистичното и литературно изучаване, които произлизат от или имат принос за когнитивната наука.

## История
Следвайки когнитивната революция, когнитивните лингвисти, информатиците и когнитивните психолози заемат термина от реториката и литературната критика. Специфично, метафората е фундаментална концепция в самата когнитивна наука, особено за когнитивните лингвистични модели, в които правенето на значение е зависимо от производството и възприемането на метафората.
Информатиците и философите на ума очертават литературни изследвания за термини като „ръкописи“, „разкази“, „поток на съзнанието“, „множество чернови“, „Машина на Джойс“. Когнитивните психолози са изучавали литературните и реторически области като „читателски отзив“ (рецептивна критика), „деиксис“ в разказната фиция и предаване на поезията в оралните традиции.

### Когнитивна реторика
- Fahnestock, Jeanne. Rhetoric in the Age of Cognitive Science. The Viability of Rhetoric. Graff, Richard. ed. New York: State University of New York Press, 2005.
- Gibbs, Raymond. The Poetics of Mind: Figurative Thought, Language, and Understanding. Cambridge: Cambridge University Press, 1993.
- Lakoff, George. Women, Fire, and Dangerous Things: What Categories Reveal about the Mind. Chicago: University of Chicago Press, 1987.
- Lakoff, George, and Mark Turner. More than Cool Reason: A Field Guide to Poetic Metaphor. Chicago: University of Chicago Press, 1989.
- Lakoff, George. The Contemporary Theory of Metaphor. In Metaphor and Thought, 2nd ed. Ed. Andrew Ortony. Cambridge: Cambridge University Press, 1993.
- Jackson, Tony. Questioning Interdisciplinarity: Cognitive Science, Evolutionary Psychology, and Literary Criticism. Poetics Today, 21: 319 – 47.
- Jackson, Tony. Issues and Problems in the Blending of Cognitive Science, Evolutionary Psychology, and Literary Study. Poetics Today, 23.1 (2002) 161 – 179.
- Johnson, Mark. The Body in the Mind: The Bodily Basis of Meaning, Imagination and Reason. Chicago: University of Chicago Press, 1987.
- Pinker, Stephen. Words and Rules: The Ingredients of Language. New York: Basic Books, 1999.
- Richardson, Alan. Literature and the Cognitive Revolution: An Introduction. Poetics Today, 23.1 (2002) 1 – 8.
- Shen, Yeshayahu. Cognitive Aspects of Metaphor. Poetics Today, 13.4: 567 – 74.
- Tomascello, Michael. Language Is Not an Instinct. Cognitive Development, 10 (1995): 131 – 56.
- Turner, Mark. Death is the Mother of Beauty: Mind, Metaphor, and Criticism. Chicago: University of Chicago Press, 1987
- Turner, Mark. Reading Minds: The Study of English in the Age of Cognitive Science. Princeton: Princeton University Press, 1991.

#### Когнитивна реторика, композиция и педагогика
- Berlin, James. Rhetoric and Ideology in the Writing Class. College English, 50.5 September 1988: 477 – 494.
- Bruner, Jerome S. The Process of Education. Cambridge: Harvard University Press, 1960.
- Bruner, Jerome S., R.R.Oliver and P.M. Greenfield et al. Studies in Cognitive Growth. New York: John Wiley, 1967.
- Christensen, Francis. Notes Toward a New Rhetoric: Six Essays for Teachers. New York: Harper and Row, 1967.
- Flower, Linda. The Construction of Negotiated Meaning: A Social Cognitive Theory of Writing. Carbondale and Edwardsvill: Southern Illinois University Press, 1994.
- Flower, Linda and John R. Hayes. A Cognitive Process Theory of Writing. College Composition and Communications, 32 (1981): 365 – 87.
- Flower, Linda. Problem-Solving Strategies for Writing. 2nd Ed. San Diego: Harcourt, 1985.
- Hayes, John R. and Linda Flower. Cognitive Processes in Revision. In Rosenberg (ed.), Advances In Applied Psycholinguistics. New York: Cambridge University Press, 1987.
- Shor, Ira. Critical Teaching and Everyday Life. Chicago: University of Chicago Press, 1987.
- Tsur, Reuven. Toward a Theory of Cognitive Poetics. Amsterdam: North-Holland. 1992.